# Promotor (universiteit)
Een promotor is een hoogleraar, of in de Vlaamse Gemeenschap een (hoofd)docent en in Nederland een universitair (hoofd)docent, die de begeleiding verzorgt van een promovendus en diens proefschrift. Als begeleider wordt de promotor zelf ook vaak aangekeken op het werkstuk van zijn/haar leerling. Vaak wordt een deel van de begeleiding door een copromotor verzorgd. Meestal heeft de promovendus ook een dagelijkse begeleider, meestal een universitair (hoofd)docent; deze kan fungeren als copromotor, ook al is hij of zij geen hoogleraar. Het is ook niet helemaal onmogelijk om twee promotoren (medepromotoren) te hebben.
De promotor controleert en garandeert de kwaliteit van het onderzoek en het voldoende niveau van het proefschrift voor de promotie. Als het proefschrift goedgekeurd is, mag hij of zij de promovendus tijdens de verdediging niet meer helpen en wordt ook niet geacht de promovendus te ondervragen over zijn/haar proefschrift -- daar zijn de opponenten (andere hoogleraren en universitaire (hoofd)docenten die niet betrokken zijn geweest bij het proefschrift) voor. Wel reikt de promotor na een goede afloop met een laudatio (een toespraak waarin de promovendus feestelijk wordt toegesproken) de doctorsbul uit.